# Gramme (Automarke)
Gramme war eine französische Automarke.

## Unternehmensgeschichte
Das Unternehmen Société des Accumulateurs Compound aus Levallois-Perret begann 1901 mit der Produktion von Automobilen, die als Gramme vermarktet wurden. Im gleichen Jahr endete die Produktion bereits wieder.

## Fahrzeuge
Das einzige Modell 3 CV war ein Dreirad, bei dem sich das einzelne Rad vorne befand. Ein Elektromotor trieb über Riemen das Vorderrad an.